# Izcucocha
Iskuqucha o Izcucocha es un sitio arqueológico en Perú. Está ubicado en el distrito de La Oroya, provincia de Yauli, departamento de Junín. El sitio fue declarado Patrimonio Cultural de la Nación mediante la Resolución Viceministerial No. 0099-2010-VMPCIC-MC el 11 de noviembre de 2010.